# Ovis
Gli ovini (Ovis) sono un genere di mammiferi della sottofamiglia dei Caprini, le cui specie sono chiamate genericamente pecore.

## Caratteristiche
Le pecore sono abbastanza piccole rispetto ad altri ungulati; nella maggior parte delle specie, gli adulti pesano meno di 100 kg (220 libbre).
I corpi delle pecore selvatiche (e di alcune razze domestiche) sono ricoperti da un folto pelo per proteggerli dal freddo. Questo "mantello" contiene peli lunghi e rigidi, chiamati kemps, su un sottopelo corto e lanoso, che cresce in autunno e si perde in primavera.
Nelle pecore selvatiche, sia gli arieti che le pecore hanno le corna, mentre nelle pecore domestiche (a seconda della razza) le corna possono essere presenti sia negli arieti che nelle pecore, solo negli arieti o in nessuno dei due. Le corna degli arieti possono essere molto grandi: quelle di un ariete bighorn maturo possono pesare 14 kg (31 libbre), tanto quanto le ossa del resto del suo corpo messe insieme. Gli arieti usano le loro corna per combattere tra loro per il dominio e il diritto di accoppiarsi con le femmine. Nella maggior parte dei casi, non si feriscono a vicenda perché si colpiscono testa a testa. Sono anche protetti da una pelle molto spessa e crani a doppio strato.
Le pecore selvatiche hanno i sensi della vista e dell'udito molto acuti. Quando rilevano i predatori, le pecore selvatiche spesso fuggono, di solito su un terreno più elevato, ma possono anche reagire.

## Comportamento
Le pecore sono animali sociali e vivono in gruppi, chiamati greggi. Questo le aiuta a evitare i predatori e a stare al caldo quando fa freddo rannicchiandosi tra loro e stando vicine. I greggi di pecore devono continuare a muoversi per trovare nuove aree di pascolo e un clima più favorevole con il cambio delle stagioni. In ogni gregge, una pecora, di solito un montone maturo, è seguita dalle altre. Questa relazione da "leader a seguace" può essere sia positiva che negativa per i branchi di Ovis aries.

### Accoppiamento
L'accoppiamento nelle pecore è caratterizzato da maschi in competizione per le femmine in ovulazione. Il rango sociale negli arieti è stabilito dalla competizione tra maschi. Le femmine scelgono tra i maschi dominanti in base a caratteristiche sessualmente selezionate come la dimensione del corpo e la dimensione del corno, poiché quei tratti sono desiderabili nella prole.

## Specie
Sono riconosciute sette specie (e numerose sottospecie) di ovini. Le principali divisioni riconosciute sono:
| Specie di Ovis                                                             | Specie di Ovis | Specie di Ovis |
| Nome comune e binomiale                                                    | Immagine       | Distribuzione |
| -------------------------------------------------------------------------- | -------------- | --- |
| Argali (Ovis ammon)                                                        |                | dal Kazakistan centrale a ovest alla provincia dello Shanxi in Cina a est, e dai Monti Altaj a nord all'Himalaya a sud |
| Pecora domestica (Ovis aries)                                              |                | Specie domesticata e presente in tutti i continenti |
| Bighorn (Ovis canadensis)                                                  |                | Nord America occidentale, dalla Columbia Britannica all'Arizona, North Dakota, South Dakota, Montana, Wyoming, Nebraska e California, e a sud nel Nuovo Messico dal Sonora a Chihuahua                                                      |
| Bighorn bianco (Ovis dalli)                                                |                | Nord America nordoccidentale, Columbia Britannica, Yukon, Alaska e Territori del Nord-Ovest |
| Muflone europeo Muflone asiatico (Ovis gmelini musimmon, O. g. orientalis) |                | Sardegna, Corsica, Cipro Piccolo Caucaso, Turchia sudorientale, Armenia, Azerbaigian, Iran occidentale, Monti Zagros tra Iran e Iraq |
| Pecora delle nevi (Ovis nivicola)                                          |                | Monti Putoran, Russia |
| Urial (Ovis vignei)                                                        |                | montagne del Pamir, dell'Hindu Kush e dell'Himalaya, Iran nord-orientale, l'Afghanistan, il Turkmenistan, il Tagikistan, l'Uzbekistan, il Kazakistan sudoccidentale fino al Pakistan settentrionale, e il Ladakh nell'India nordoccidentale |

## Galleria d'immagini

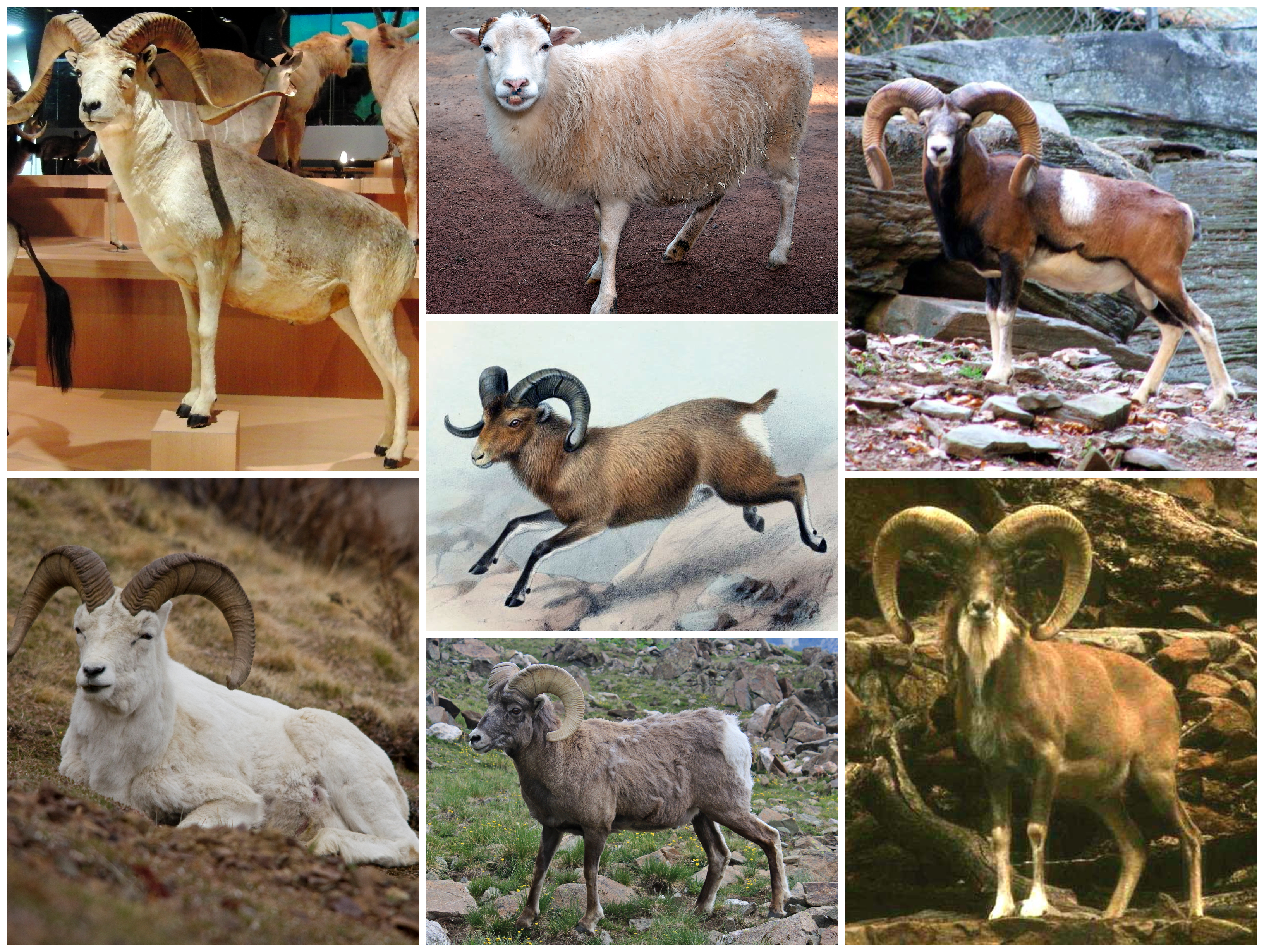
Fotografie di vari Ovis
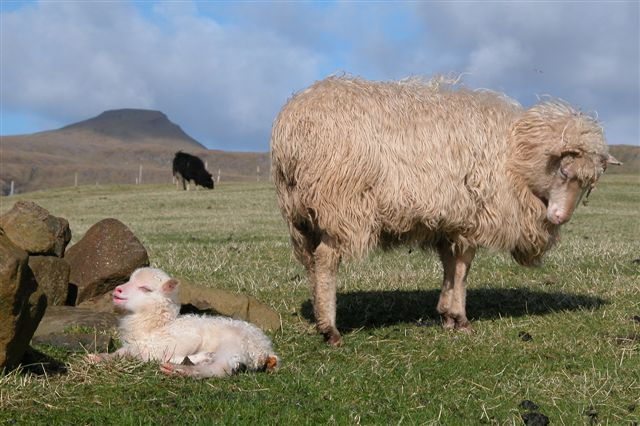
Pecore
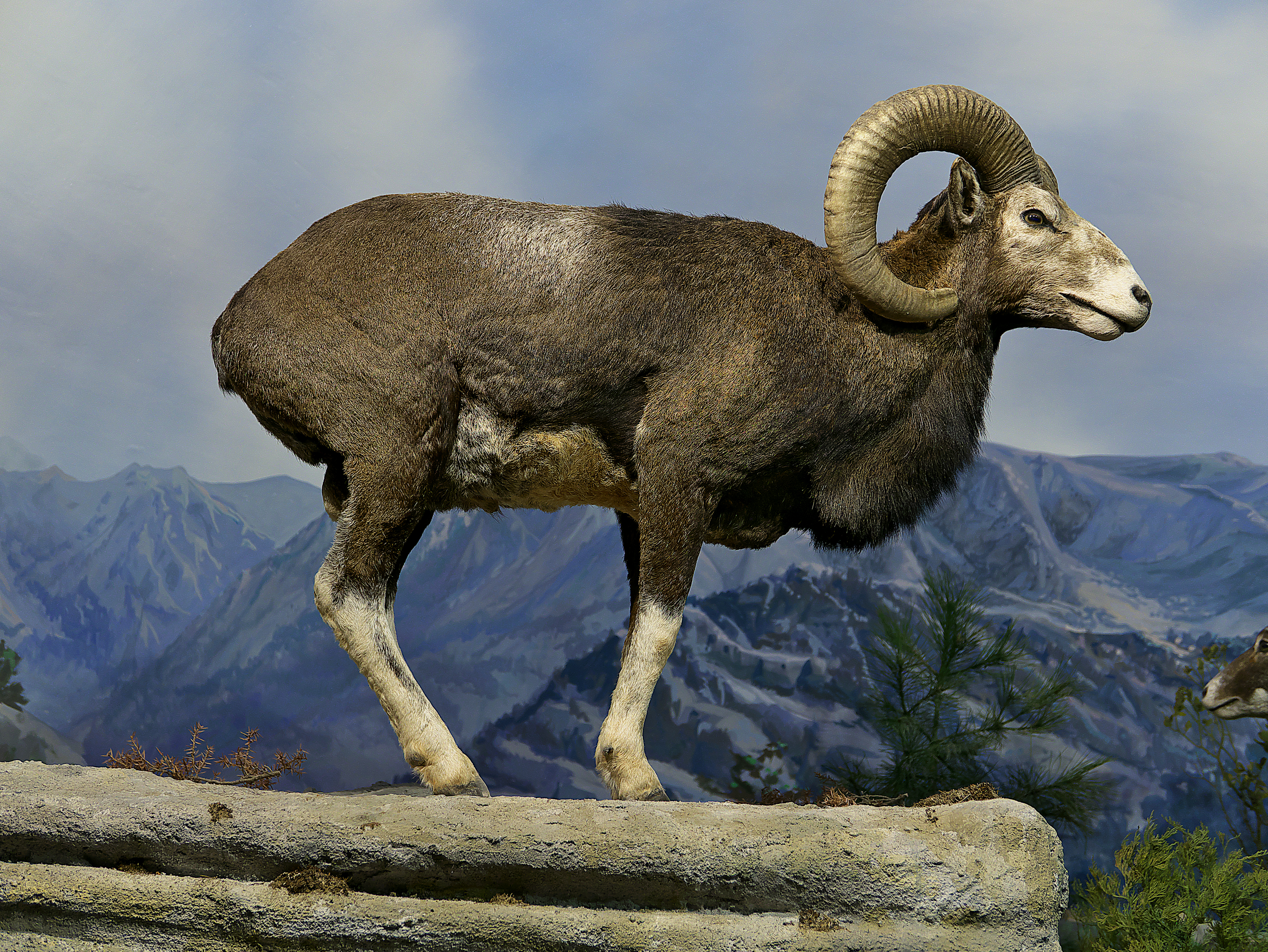
Muflone
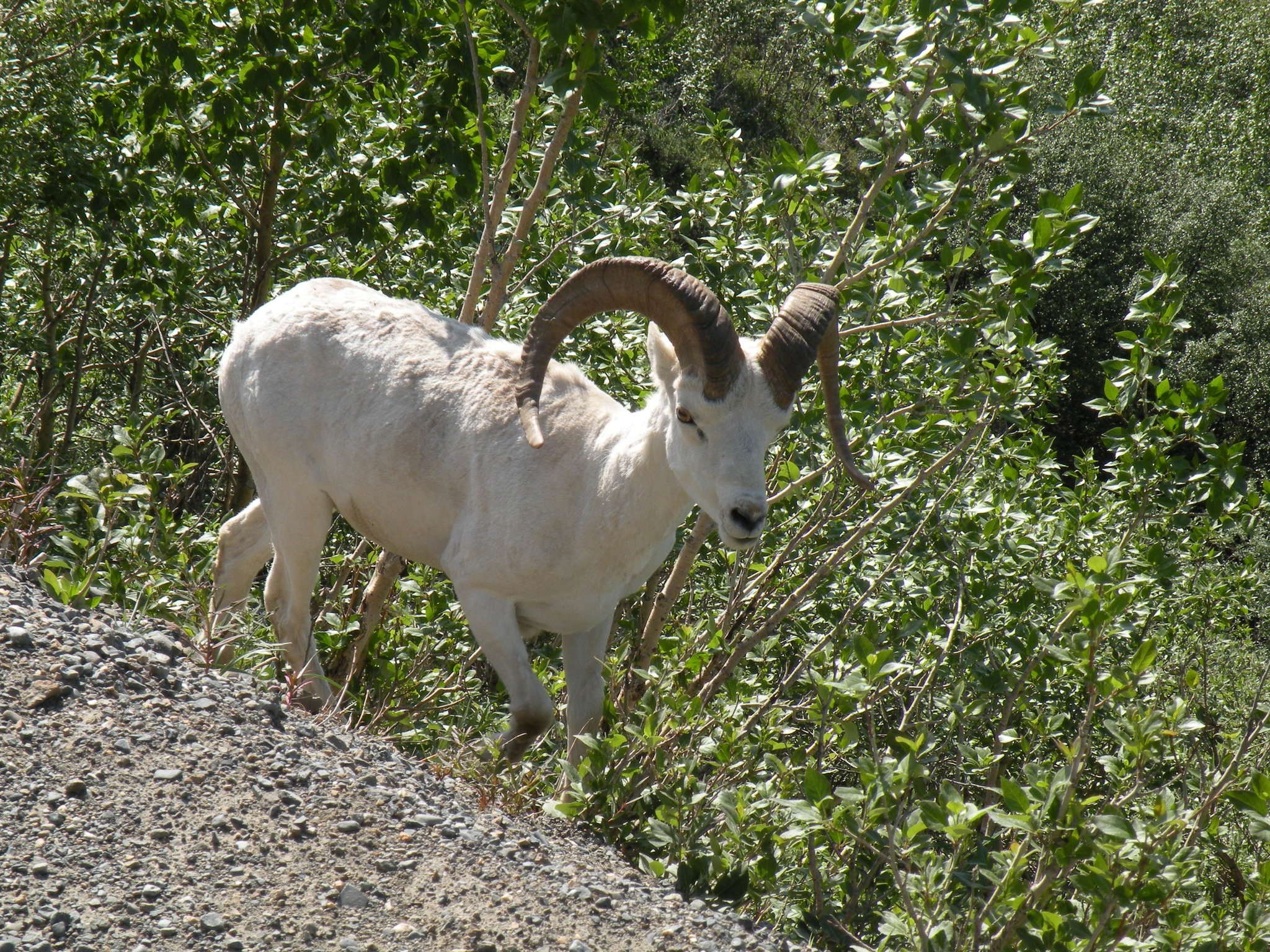
Ovis dalli